# Bjørnkær Voldsted
Bjørnkær er et middelalderligt voldsted, der ligger i Vandmose Skov ca. 2 km vest for Hov og ca. 8 km sydøst for Odder. Bjørnkær er et af de største og bedst bevarede østjyske voldsteder. Voldstedet er i dag dækket af løvtræer, men takket være et stort plejearbejde og afgræsning med får, er det nemt at se hvor voldene oprindelig har været. 
Voldstedet, som Nationalmuseet udgravede i 1930, består af to næsten firkantede borgbanker, som adskilles af en ca. 5 m bred vandfyldt grav.
Borgen menes at være opført engang i 1200-tallet. I de fredeligere tider som fulgte i 1300-årene mistede borgen sin funktion, og den har sikkert fået lov at forfalde.
De skriftlige kilder beretter intet om borgens tidlige historie. Først i 1427 nævnes at enken efter Niels Kalf overgav gården til bispen i Århus. Sidste gang Bjørnkær nævnes er i 1509, hvor stedet underlægges gården Porsborg, som menes at være forløberen for det nuværende Gersdorffslund, der ligger 700 m fra Bjørnkær Voldsted.
I brønden ved Bjørnkær har man fundet hvad der kan tolkes som det ældste destillationsapparat i Norden. Fundene fra Bjørnkær er udstillet på Odder Museum.